# Kailin Curran
Jaydene Kailin Asoa Curran, född 11 april 1991 i Ewa Beach, är en amerikansk MMA-utövare som sedan 2014 tävlar i organisationen Ultimate Fighting Championship.